# Джанкуртаран (квартал на Истанбул)
„Джанкуртаран“ (на турски: Cankurtaran) е квартал на Истанбул, разположен в градска околия Фатих. Общата му площ е 0,88 км2. Според данни на Адресната система за регистриране на населението (ABPRS) към 2024 г. населението на „Джанкуртаран“ е 1052 жители.